# Бронетанковая улица (Красное Село)
Бронета́нковая улица — улица в Красном Селе. Проходит от проспекта Ленина до улицы Спирина.

## История
Улица создана на основе бывшей Ворошиловской улицы, новое название присвоено в 1975 году. Согласно топонимическому справочнику В. К. Дмитриева, названа в память о Ленинградских Краснознамённых бронетанковых курсах, с 1920-х годов и до начала Великой Отечественной войны находившихся в Красном Селе.
По данным, указанным на мемориальной доске в честь Героя Советского Союза Александра Сидоровича Мнацаканова, установленной на доме номер 10, название дано в память об освобождении 16 января 1944 года Красного Села в годы Великой Отечественной войны танкистами передового отряда танковой группы под его командованием.